# Кряжевской
Кряжевской — посёлок в Верхнекамском районе Кировской области России. Входит в состав Кайского сельского поселения. Код ОКАТО — 33207820010.

## География
Посёлок находится на северо-востоке Кировской области, в северо-восточной части Верхнекамского района, на левом берегу реки Кама. Абсолютная высота — 138 метров над уровнем моря.
Расстояние до районного центра (города Кирс) — 81 км.

## Население
По данным Всероссийской переписи, в 2010 году численность населения посёлка составляла 34 человека (12 мужчин и 22 женщины).

## Улицы
Уличная сеть посёлка состоит из 3 улиц.